# James Stewart Jr.
James Stewart Jr. (Bartow, Florida, Estados Unidos, 21 de diciembre de 1985) es un piloto de motocross estadounidense.

## Carrera deportiva
Dos días después de su nacimiento, ocurrido en Bartow, Florida, su padre lo llevó a su primer paseo en motocicleta por California. A los tres años montó su primera moto y al año siguiente, corrió sus primeras carreras. Su hermano, Malcolm Stewart, también es piloto de motocross.
Aún no tenía seis años cuando ganó el primero de sus 11 títulos AMA National Amateur. Su padre se encargo del entrenamiento de James. Conoció a un prometedor piloto de motocross, Tony Haynes. Cuando sufrió un accidente en 1993 que lo dejó paralizado de cintura para abajo, James le pidió permiso para lucir su número de matrícula.
En 1997, su padre dio un paso más al comprar cuarenta acres de terreno en Haines City, Florida, para construir una pista de entrenamiento detrás de la casa familiar.
Continuó acumulando victorias en carreras amateur, incluidos once títulos nacionales, lo que lo convirtió en uno de las mayores promesas de este deporte.
En 2002 inició su carrera profesional con Kawasaki. Dio sus primeros pasos en el campeonato AMA, en el campeonato 125 de la Costa Oeste, donde sólo caídas y errores de novato le impidieron ganar el título. Sin embargo, obtuvo un título durante esta temporada 2002 al ganar el Campeonato de Motocross AMA 125cc. También fue nombrado mejor novato AMA del año 2002.
La temporada siguiente, ganó fácilmente el campeonato de Supercross de 125 cc de la costa oeste. Sin embargo una lesión de fractura de clavícula, debido a una fuerte caída en Las Vegas al final de esta temporada de Supercross le obligó a retirarse de las primeras rondas del campeonato de motocross. Cuando regresó, ganó todas las carreras en las que participó.
Su temporada 2004 se coronó con dos títulos, el primero en Supercross durante el Campeonato de la Costa Este de 125cc y luego el segundo en motocross. En esta última disciplina sólo experimentó un fallo, dejando sólo una ronda a Mike Brown debido a una avería mecánica.
Al final de esta temporada pasó a la categoría superior, en 450 cc. Inmediatamente demuestra que tiene nivel para competir con los grandes nombres de la categoría reina. Sin embargo, una caída durante la segunda etapa del campeonato en Phoenix, que le dejó con una muñeca rota, le privó de su primera victoria en  Supercross de 450cc.
Durante los dos años 2005 y 2006 obtuvo numerosas victorias. En 2006 ganó por primera vez el motocross de las naciones con el equipo estadounidense. También ganó el campeonato mundial de supercross.

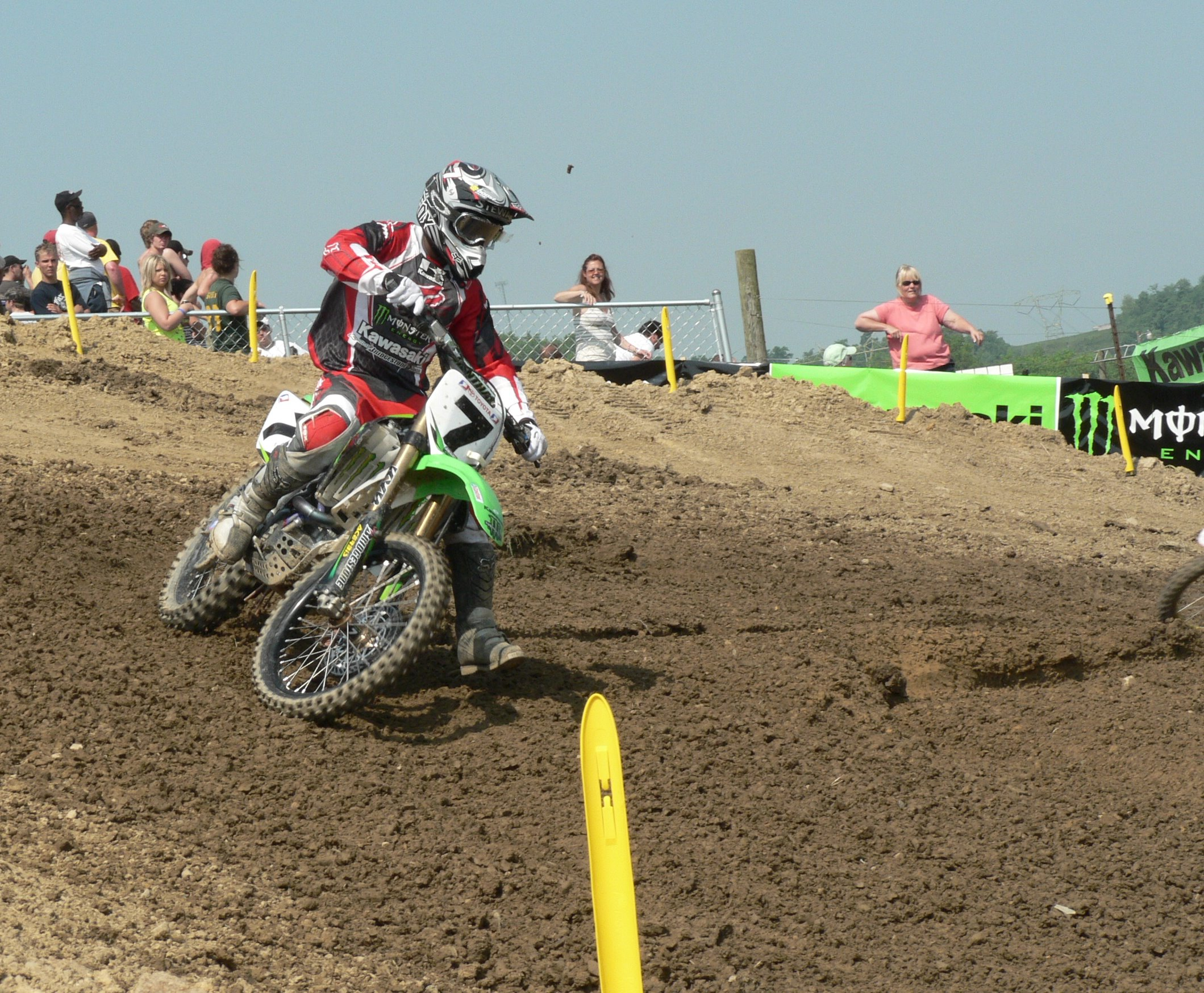
Stewart en 2007

En 2007, ganó su primer título de campeonato AMA Supercross con un récord de 13 victorias en 16 carreras, incluso acumulando siete victorias en las últimas siete carreras. Estás por delante de Chad Reed en la clasificación final por 51 puntos y de Timmy Ferry por 109 puntos. Una lesión en la rodilla le impidió aspirar al título de motocross privándole de numerosas carreras. Esta lesión también le privó de la temporada de supercross de 2008, periodo que aprovechó para recuperarse plenamente tras la operación de rodilla a la que decidió someterse para asegurar plenamente la recuperación. Regresó a la competición por el campeonato de motocross, donde ganó las 24 pruebas de la temporada para embolsarse un nuevo título, este logro es conocido como la sesion perfecta.
Para la temporada 2009, Stewart cambió de equipo: tras sus primeros años con Kawasaki, fichó por Yamaha para sustituir a Chad Reed.

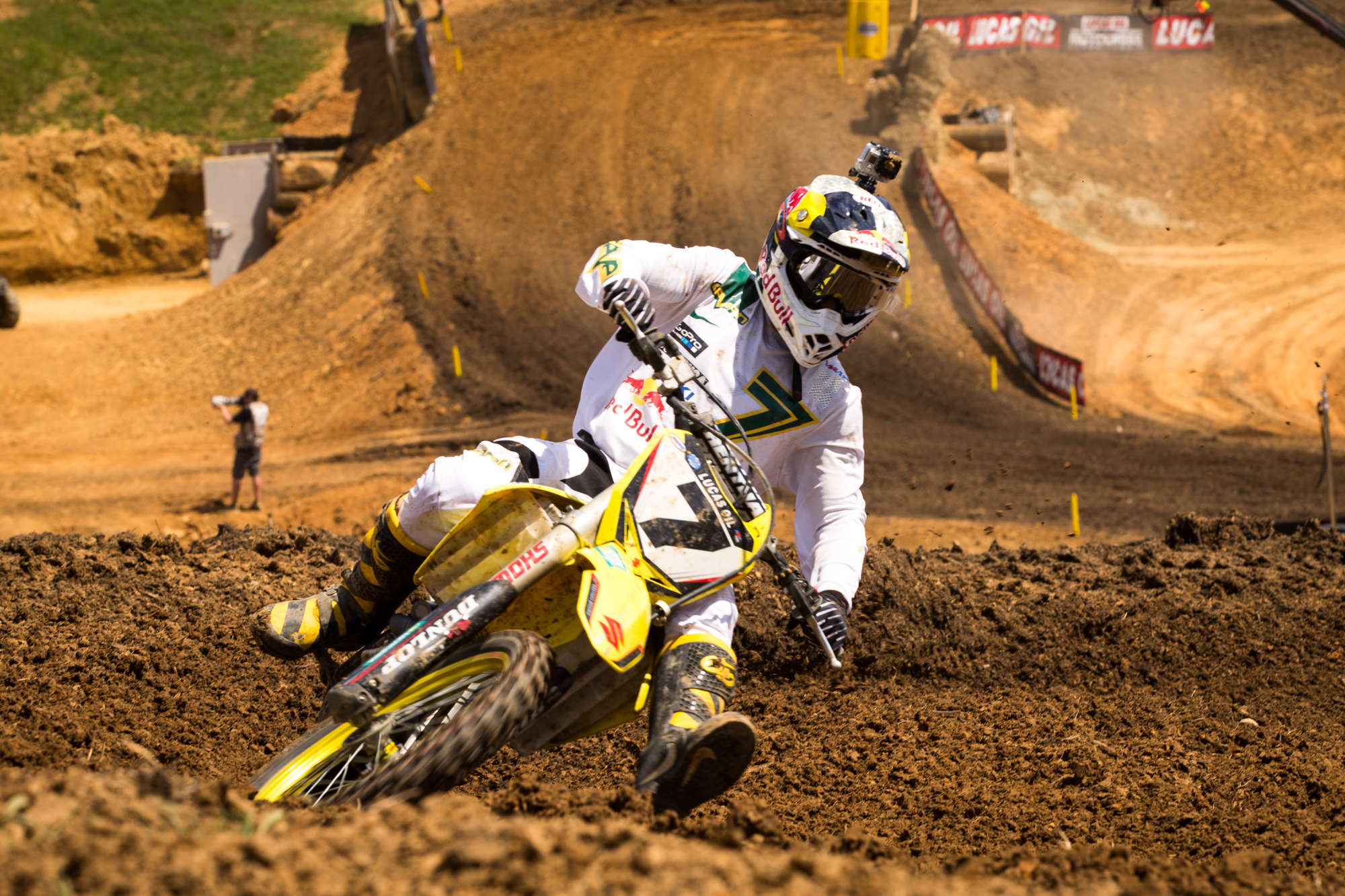
James Stewart en 2013

Sin embargo, ganó un título en 2009, en Supercross. Tras 4 años en Yamaha, fichó por Suzuki. En sus primeras pruebas ganó las 4 primeras rondas del campeonato Outdoor antes de lesionarse durante la 3ª prueba en Thunder Valley (Colorado). Regresaría más adelante en la temporada sin éxito. Luego se dedicaria a preparar el campeonato de supercross de 2013.
Terminó en décimo lugar en el campeonato de Supercross, ganó el evento de Arlington y terminó en el podio 3 veces. En Motocross, quedó quinto en el campeonato, ganando el evento Spring Creek 7. El 19 de octubre de 2013, James Stewart gana la 3.ª edición de la Monster Energy Cup quedando 1.º en 2 de las 3 rondas.
En 2014, James comenzó la temporada de Supercross con un accidente en Anaheim I, mientras luchaba por el primer lugar con el novato Ken Roczen. Ganó su primera carrera del año durante el sexto evento en San Diego y siguió con una segunda victoria consecutiva en el evento Arlington. El 13 de febrero, la marca nipona anuncia la extensión del contrato de James Stewart en Suzuki para la temporada 2015. Después de 3 carreras con resultados decepcionantes, James volvió a la victoria en el Detroit Supercross. Con motivo de su cuarta victoria del año en Toronto, Stewart pasó a ser segundo en la "lista de victorias de todos los tiempos", con 49 victorias detrás de Jeremy McGrath (72 victorias).
Con una tercera victoria consecutiva  en Saint Louis, James estaba a 1 punto de Ryan Dungey, segundo en la clasificación general. Después de 2 últimos lugares en las 2 últimas finales del campeonato, James terminó en 4º lugar en el campeonato ganado por Ryan Villopoto, su mejor resultado desde 2011.
El 20 de junio de 2014, la Federación Internacional de Motociclismo (FIM) anuncia su decisión de suspender provisionalmente a James Stewart de todas las competiciones de motociclismo tras un positivo en un control de dopaje por anfetaminas. La prueba se realizó durante el Seattle SX, celebrado el 12 de abril de 2014. Otros dos pilotos fueron evaluados el mismo día, Ryan Villopoto y Ryan Dungey, y Stewart fue el único que dio positivo. Este es el primer caso comprobado de dopaje en el motocross moderno.
A pesar de esta decisión, James pudo continuar compitiendo en el Campeonato AMA Motocross 450cc 2014, ya que el campeonato no está bajo la autoridad de la FIM. El resto del campeonato estuvo compuesto por resultados poco alentadores para James que renunció a participar en los últimos 4 eventos. A principios de octubre, James ganó la 1ª edición del Red Bull Straight Rhythm, una prueba que consiste en uno contra uno en línea recta de 800 metros.
Esta suspensión de la FIM obliga a James a retirarse de los campeonatos estadounidenses de supercross y motocross de 2015. Sin embargo, James Stewart pudo apelar la decisión para reducir la duración de la suspensión. Esta sesión de apelación se llevó a cabo el 30 de marzo de 2015 en la sede del Tribunal de Arbitraje Deportivo en Lausana.
El 17 de mayo de 2019, Stewart anunció su retirada.